# برج آب

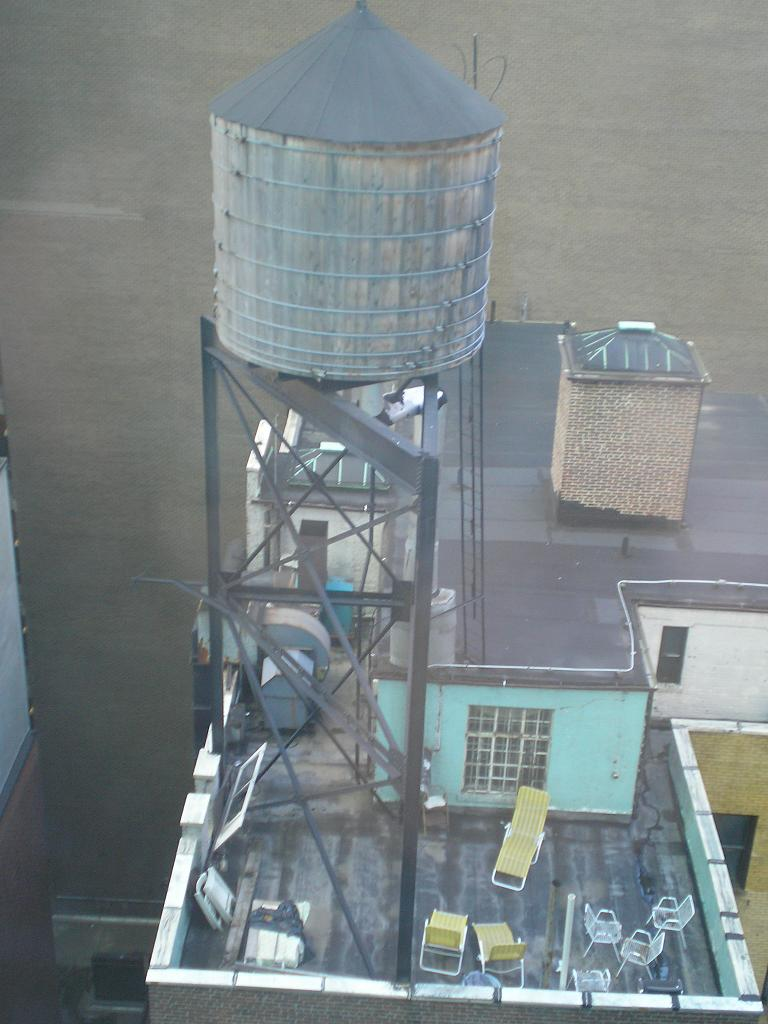
یک برج آب در نیویورک.

برج آب (به انگلیسی: water tower) در گذشته نیاز به آب مصرفی با ساختن آب‌انبارهای بزرگ تأمین می‌شد. این آب‌انبارها که عمل نگهداری را انجام می‌دادند همانند یک مخزن بزرگ برای آب عمل می‌کردند. همچنین با ساختن آب راهه‌های خاصی، آب ریزشی از باران را به سمت آب‌انبارها هدایت می‌کردند تا آب برای مواقع ضروری ذخیره شده‌باشد. 
اما امروزه برج‌های آب جای آب‌انبارهای گذشته را گرفته‌است .

## عملکرد برج‌های آب
برج‌های آب همانند آب‌انبارها آب را در خود ذخیره می‌کند. حجم بعضی از مخزنهای برجهای آب به ۲۰٫۰۰۰ گالون می‌رسد . یعنی حجمی معادل آب چندین استخر.

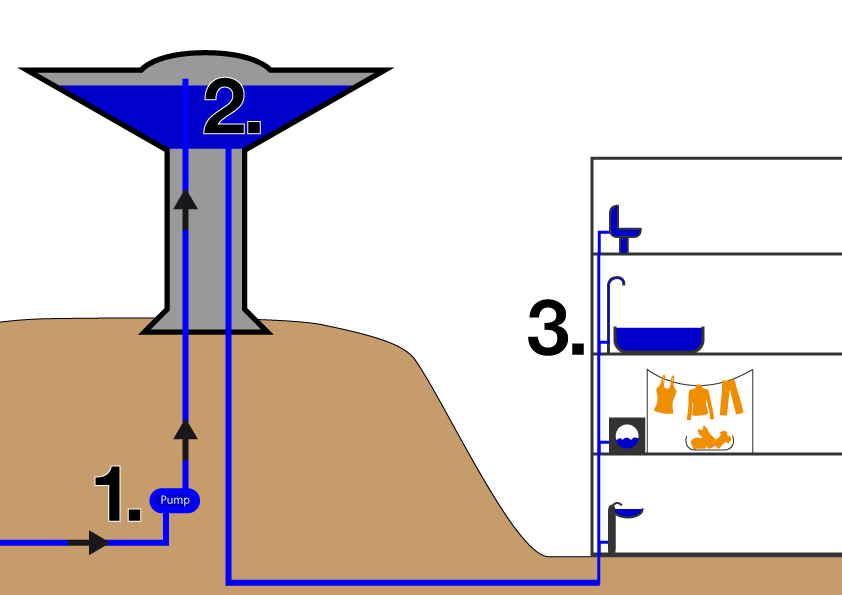
روش کار برج آب در رویهوووئوری فنلاند:
۱. تلمبه‌خانه
۲. مخزن آب
۳. کاربران آب

مقدار مصرف آب در طول شبانه روز متغیر است. یعنی در زمانی (معمولاً صبح) مصرف آب زیاد و در زمان دیگری کم می‌شود . وقتی که مصرف آب زیاد می‌شود، ممکن است مرکزی که آب را به داخل خانه‌ها پمپ می‌کند، نتواند مقدار آب لازم برای تأمین نیاز شهروندان را به دست آن‌ها برساند؛ با قرار دادن برج‌های آب در هر منطقه می‌توان این مشکل را حل کرد. بدین ترتیب که در زمان اوج مصرف آب، آب‌های ذخیره شده در مخازن برج‌های آب به کمک آب‌های لوله کشی آمده و با تخلیه کردن آن‌ها مقدار آب مورد نیاز تأمین می‌شود. لازم به ذکر است که یک برج آب می‌تواند تا ۲۰۰۰ گالون در دقیقه آب را وارد سیستم آب‌رسانی کند. برای مثال فرض کنید که یک ایستگاه آب‌رسانی می‌تواند ۵۰۰ گالون آب را در هر دقیقه وارد سیستم آب‌رسانی کند. در مواقع اوج مصرف که نیاز آب مصرفی به ۲۰۰۰ گالون در هر دقیقه می‌رسد، برج‌های آب با تخلیه کردن آب خود این کمبود را رفع می‌کنند و همینطور در مواقعی که مصرف آب به حداقل می‌رسد پمپ‌های ایستگاه آب‌رسانی می‌توانند با فرستادن آب به داخل مخازن برج‌های آب، آن‌ها را برای استفاده در مواقع ضروری ذخیره کنند.

## برج‌های آب در اندازه و اشکال مختلف
برج‌های آب را با توجه به نیاز منطقه در اندازه و اشکال مختلف می‌سازند. برای مثال در ساختمان‌های پر جمعیت و برج‌ها مسکونی و تجاری، برج‌های آب کوچکی تعبیه می‌شود تا فقط پاسخگوی افراد ساکن ساختمان باشد. بدین ترتیب مقدار آب مصرفی در هر منطقه، اندازه مخازن برج‌های آب را تعیین می‌کند.

## نگارخانه

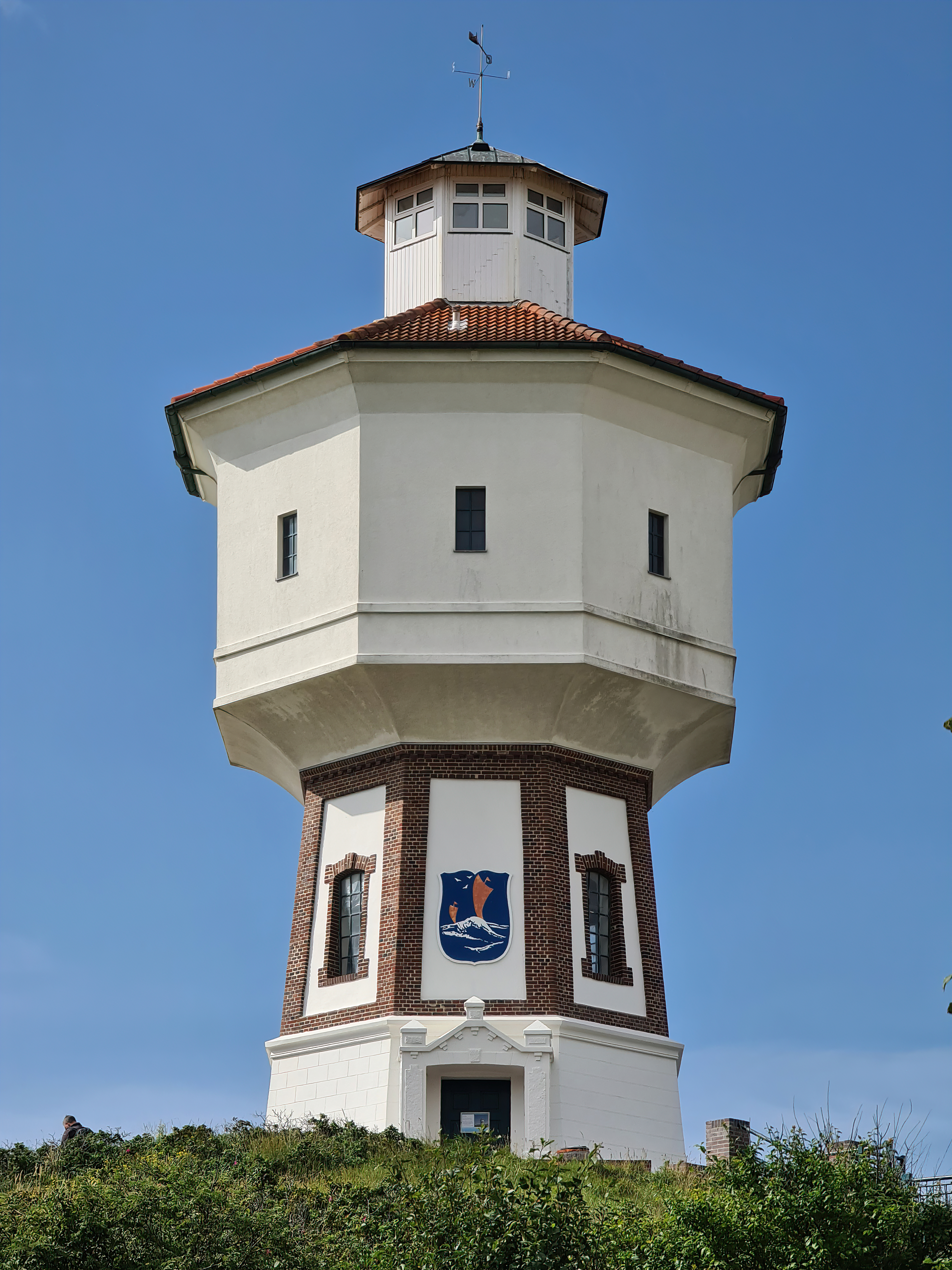
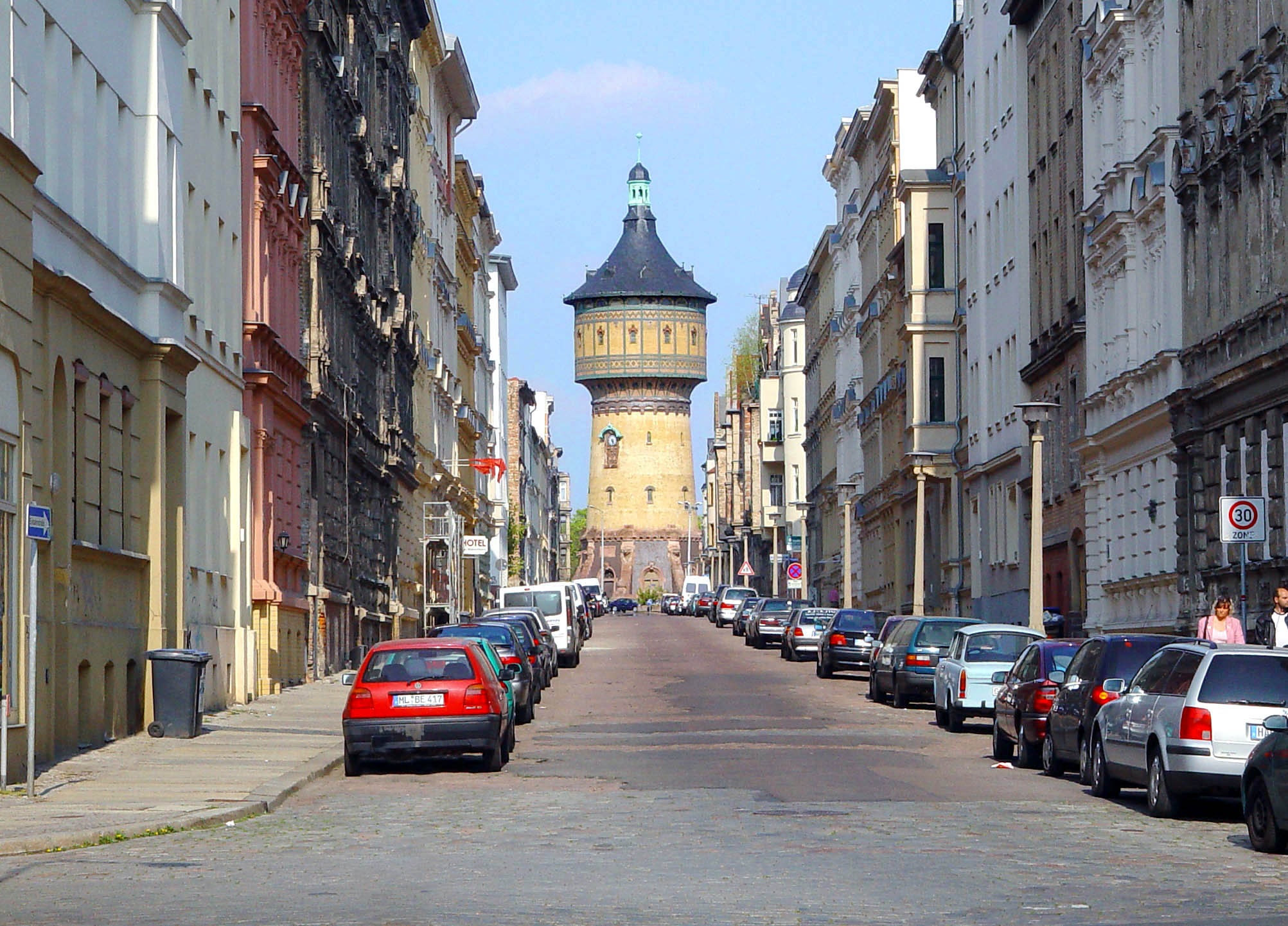
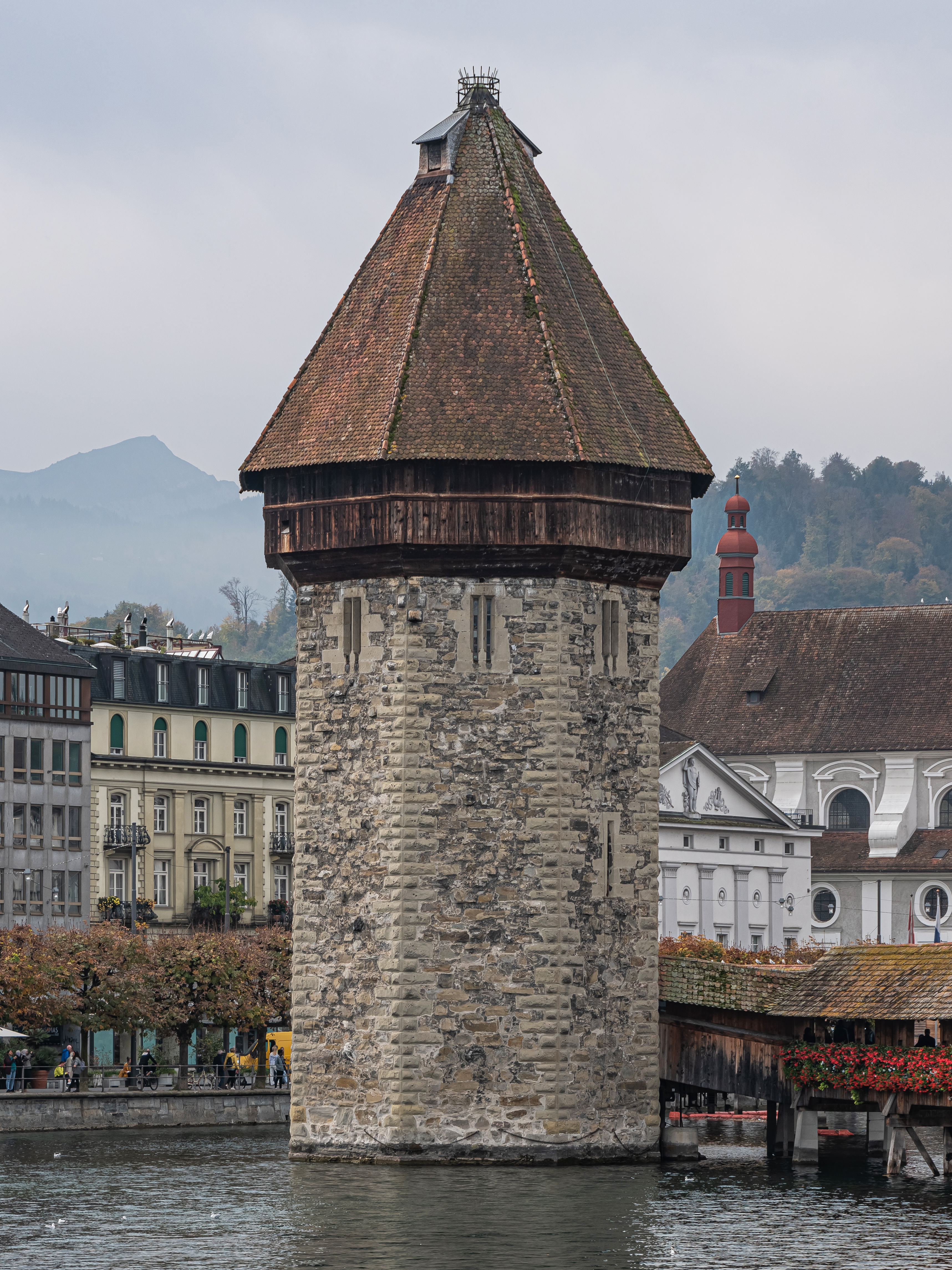
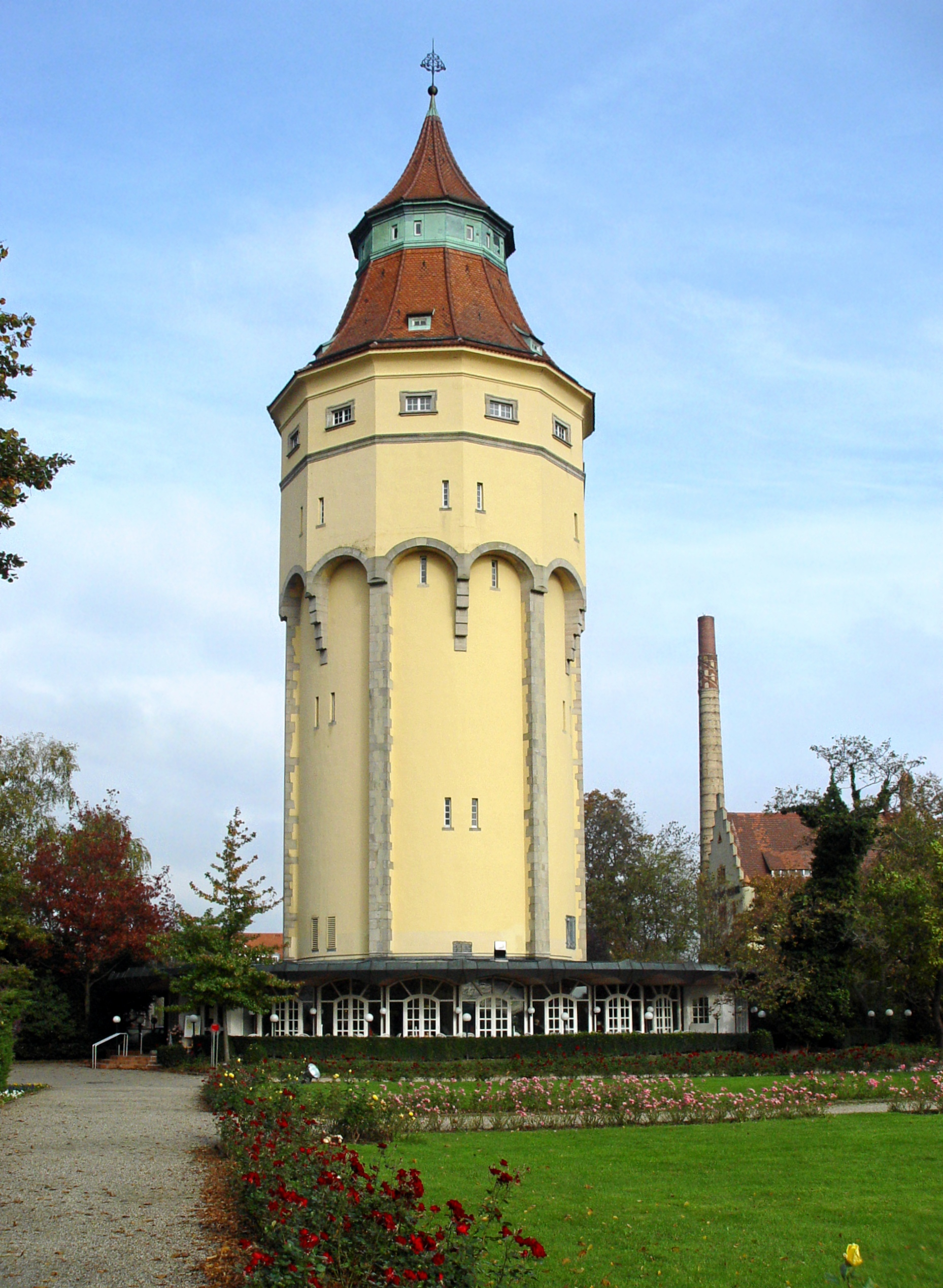
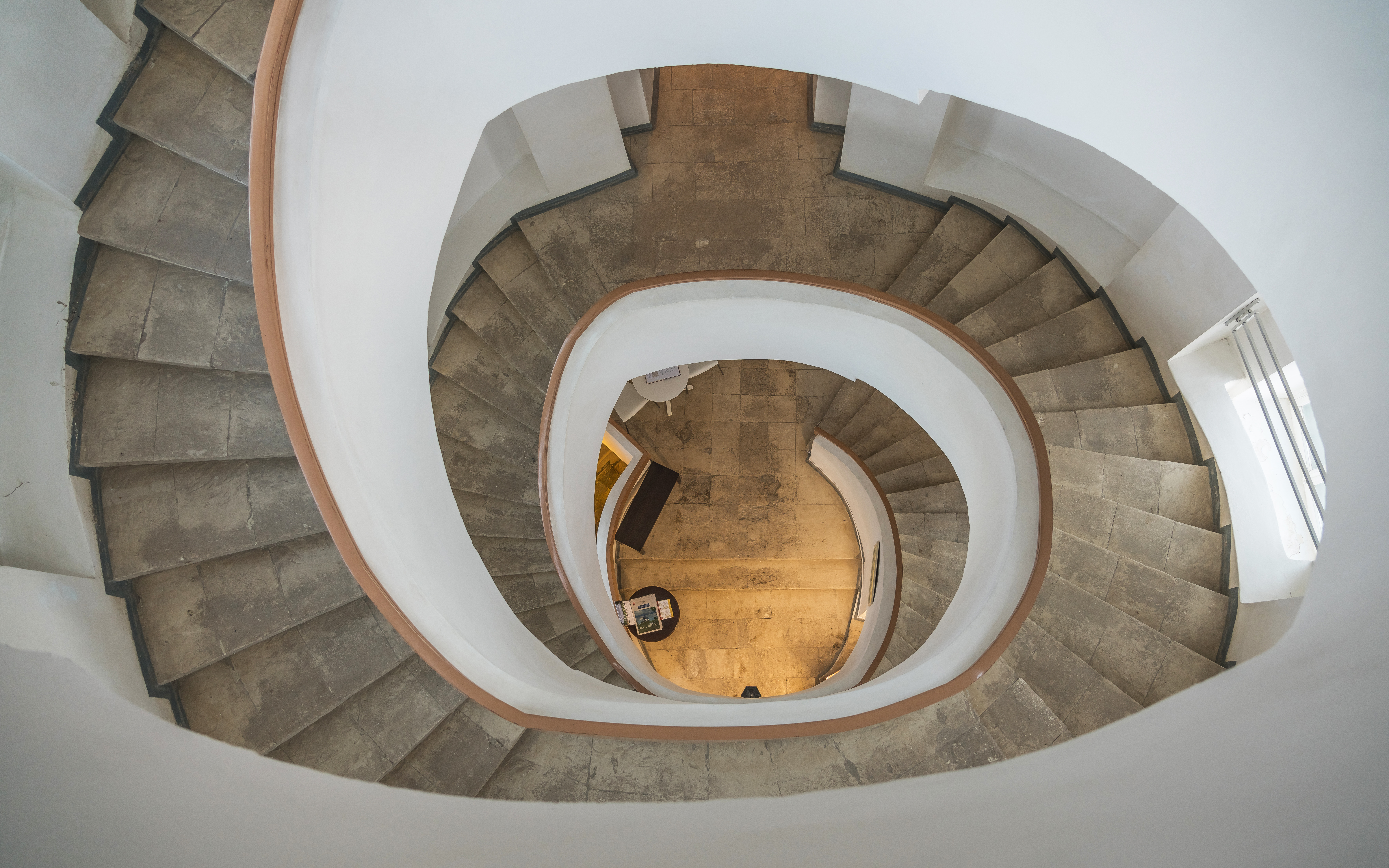
پلکان یک برج آب در روسیه
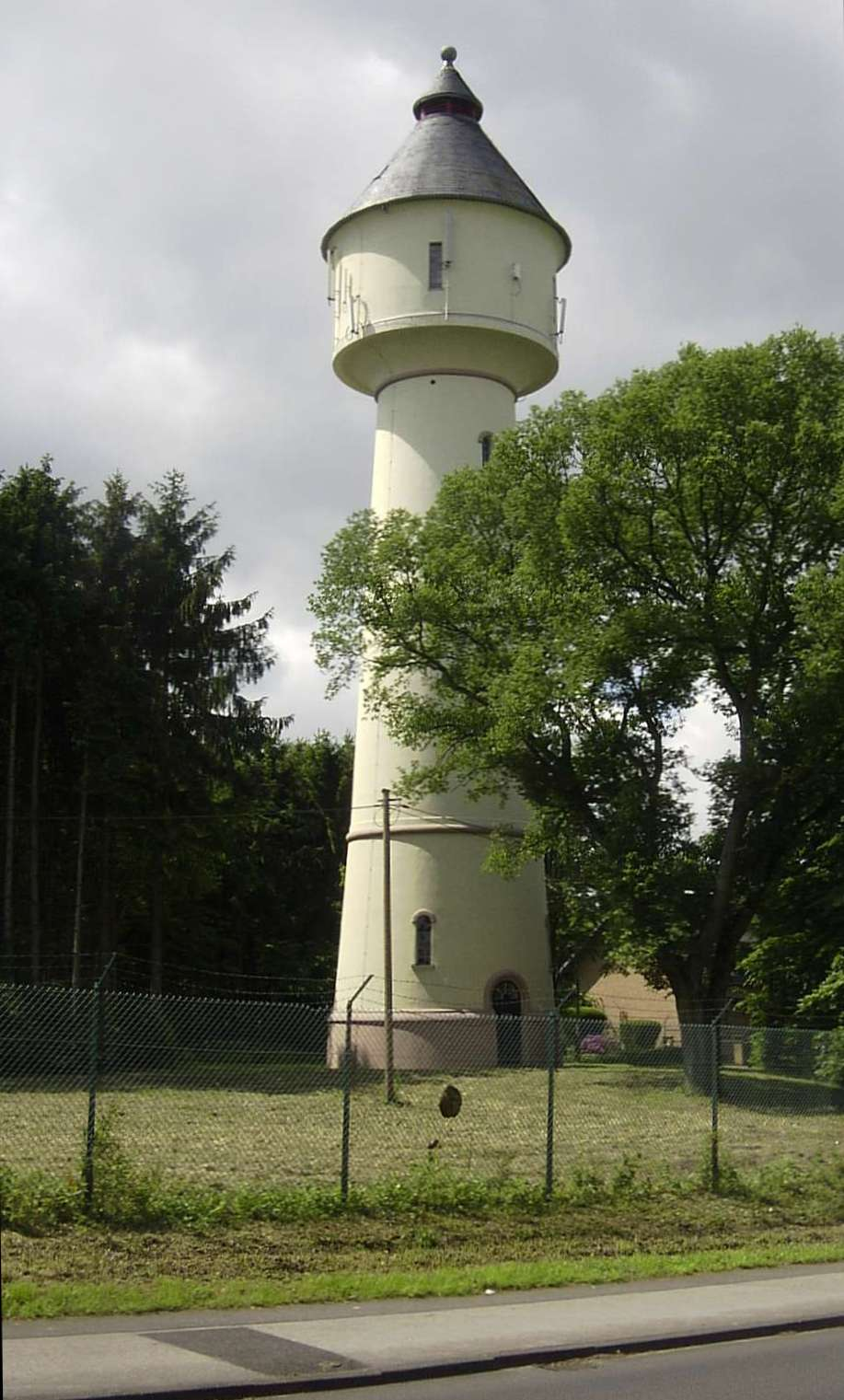
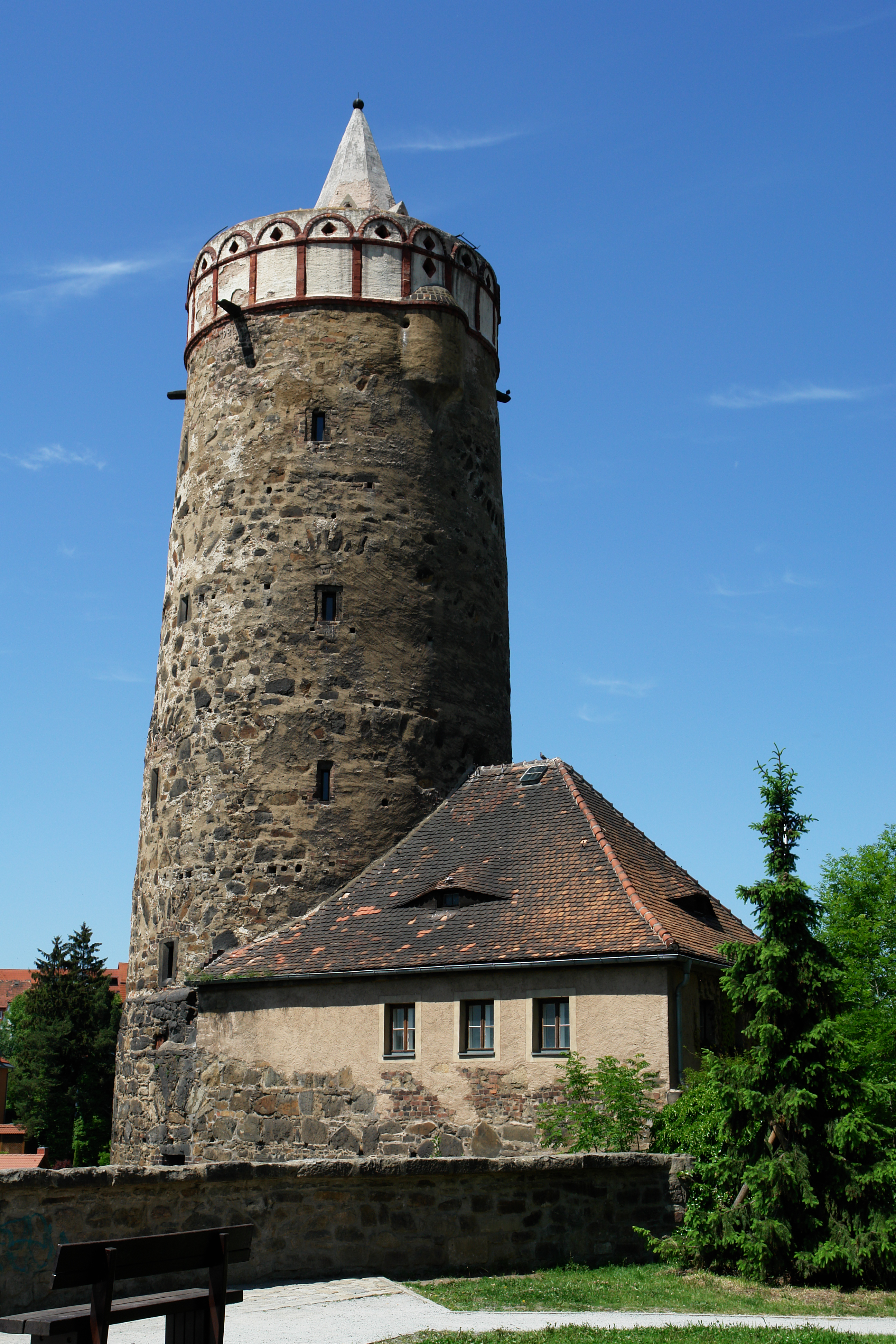
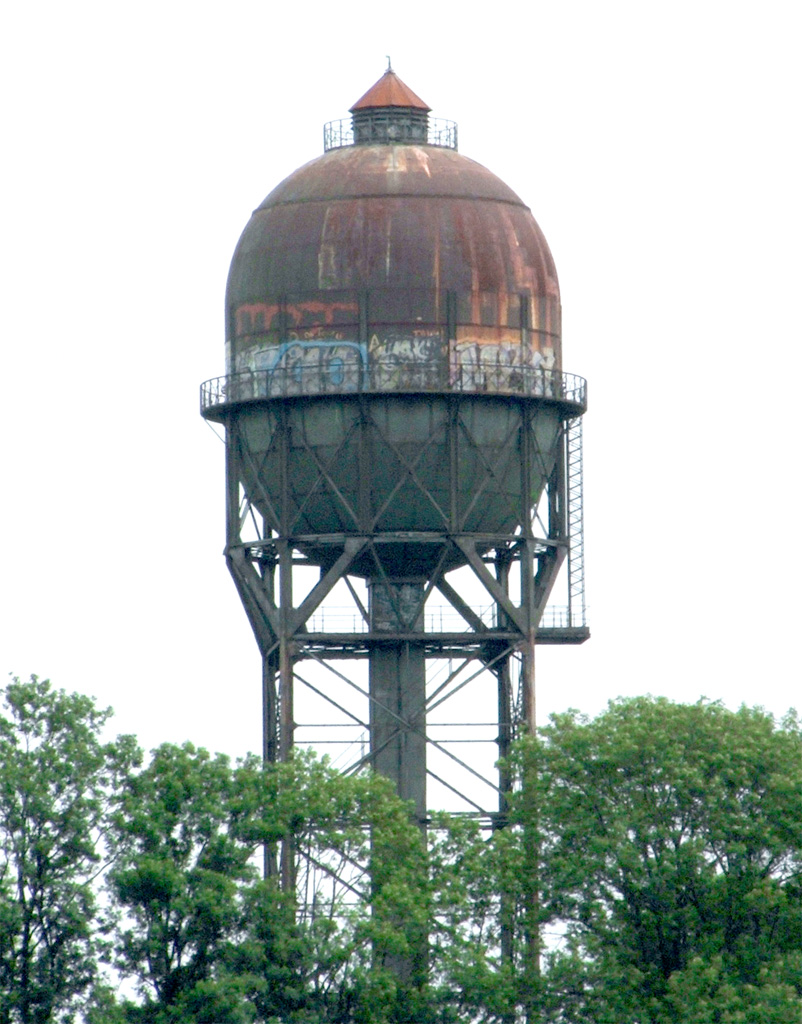
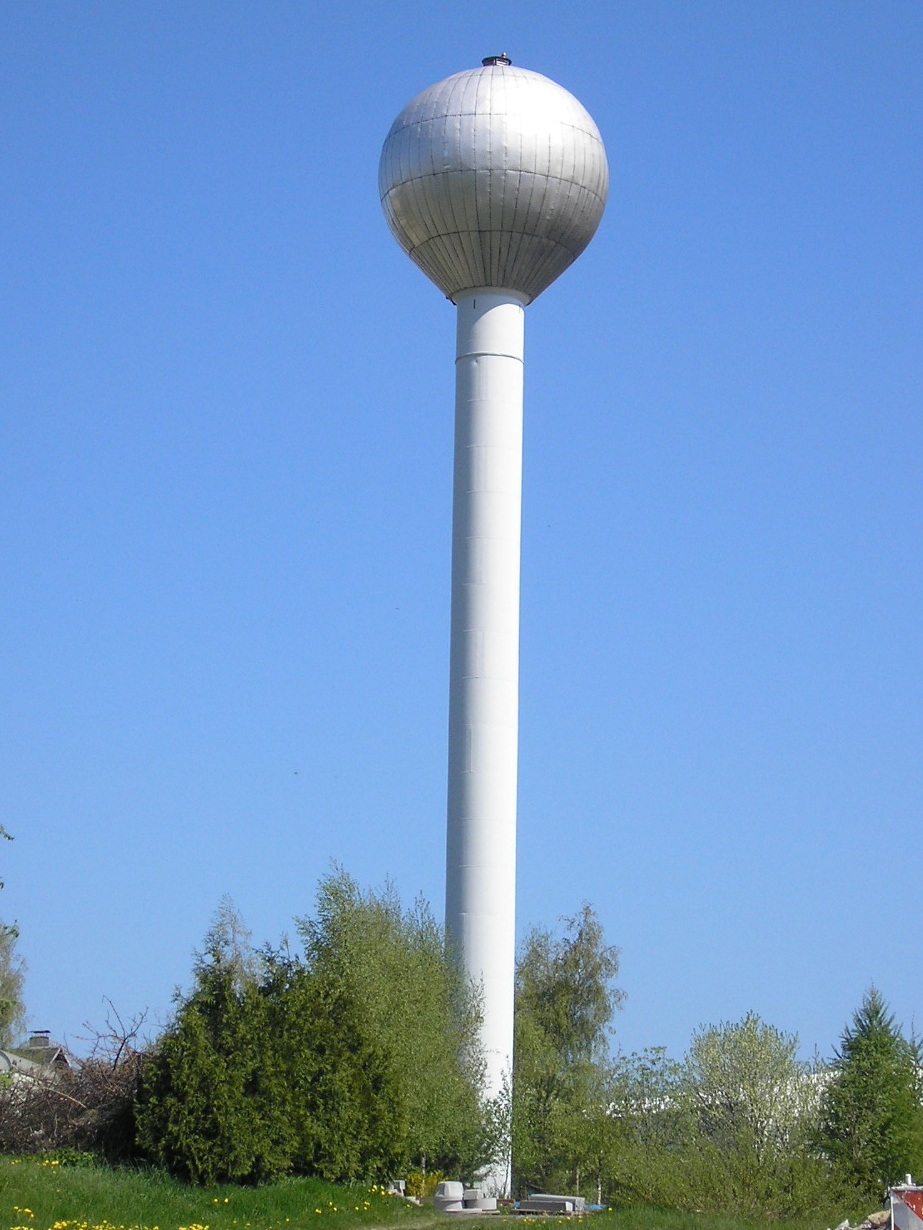